# Mafia (herní série)
Mafia je série akčních adventur skládající se ze čtyř hlavních her, několika datadisků, remasteru a remaku. První hra byla vydána v roce 2002 s podtitulem The City of Lost Heaven a byla vyvinuta českou společností Illusion Softworks (později známé jako 2K Czech). Od třetího dílu se však vývoj přesunul do amerického studia Hangar 13 a hry jsou od té doby vydávány společností 2K Games.

## Díly série
| Rok                 | Název                          | Vývojář            | Platformy                               |
| Hlavní série        | Hlavní série                   | Hlavní série       | Hlavní série                            |
| ------------------- | ------------------------------ | ------------------ | --------------------------------------- |
| 2002                | Mafia                          | Illusion Softworks | Xbox, PlayStation 2, Windows            |
| 2010                | Mafia II                       | 2K Czech           | Xbox 360, PlayStation 3, Windows, macOS |
| 2016                | Mafia III                      | Hangar 13          | Xbox One, PlayStation 4, Windows, macOS |
| 2020                | Mafia: Definitive Edition      | Hangar 13          | Xbox One, PlayStation 4, Windows        |
| 2025                | Mafia: Domovina                | Hangar 13          | Xbox Series X/S, PlayStation 5, Windows |
| Příběhové datadisky |                                |                    |                                         |
| 2010                | Mafia II: Joeova dobrodružství | 2K Czech           | Xbox 360, PlayStation 3, Windows        |
| 2010                | Mafia II: Zrada Jimmyho        | 2K Czech           | Xbox 360, PlayStation 3, Windows        |
| 2010                | Mafia II: Jimmyho vendetta     | 2K Czech           | Xbox 360, PlayStation 3, Windows        |
| 2017                | Mafia III: Přidej, kotě!       | Hangar 13          | Xbox One, PlayStation 4, Windows, macOS |
| 2017                | Mafia III: Na kameni kámen     | Hangar 13          | Xbox One, PlayStation 4, Windows, macOS |
| 2017                | Mafia III: Znamení časů        | Hangar 13          | Xbox One, PlayStation 4, Windows, macOS |

První díl série s názvem Mafia: The City of Lost Heaven se odehrává ve fiktivním městě Lost Heaven a zaměřuje se na mafiánský život hlavní postavy Tommyho Angela.
Druhá hra vyšla 24. srpna 2010 v Severní Americe a 27. srpna 2010 v Evropě, tentokrát pod záštitou vývojářů 2K Czech a Hangar 13. Roman Hladík uvedl, že v polovině vývoje museli měnit herní engine a pro potřeby hry museli vyvinout zcela nový. Hra se odehrává ve fiktivním městě s názvem Empire Bay a přibližuje hráči život Vita Scaletty narozeného na Sicílii, který se se svou rodinou přestěhoval do Spojených států, kde chtěli začít nový život. K poctivému životu však měl daleko, a to hlavně od doby, kdy poznal svého nejlepšího přítele Joea Barbara, jenž je hratelnou postavou v rozšíření Joeova Dobrodružství.
Třetí díl vyšel v říjnu 2016 pro konzole PlayStation 4 a Xbox One, dále pak pro PC. Vývoj titulu vedlo studio Hangar 13; ten začal v České republice, ale po roce byl přesunut do Spojených států. Hra se odehrává ve městě New Bordeaux a provádí hráče životem hlavního hrdiny. Je jím muž tmavé pleti Lincoln Clay, který se vrátil z Vietnamské války a chce se pomstít italské mafii, jež může za smrt jeho blízkých.